# 学問ノススメ
学問ノススメ（がくもんノススメ）は、清水義範の小説作品、またはこれを原作にしたテレビドラマ。

## ストーリー
明確な動機もないままに大学を受験した津吹淳一は受験に失敗、1年後の再チャレンジを期して予備校「共立ゼミ」で新しい仲間とともに勉学に励むことになる。そんな時ふとしたことから同い年の女子大生・高藤由紀子に出会い一目惚れ。勉学と恋愛と友情の狭間で悩む淳一の浪人生活は…。

## 小説
小説は全3巻。
- 学問ノススメ（挫折編） - 1989年発表
- 学問ノススメ（奮闘編） - 1989年発表
- 学問ノススメ（自立編） - 1990年発表

## テレビドラマ
朝日放送で2007年4月28日から6月16日まで毎週土曜日に深夜放送された（土曜ナイトドラマ / 全8回）。2008年2月6日にはポニーキャニオンからDVDBOXが発売されている。

### キャスト
津吹 淳一（つぶき じゅんいち）：中尾明慶
19歳の予備校生。西都学院大学経済学部志望。大学進学の動機が見つからないまま受験浪人中。自分の身分を偽り一目惚れした高藤由紀子と交際し始めるが、ある日その事が発覚してしまう。
高藤 由紀子（たかとう ゆきこ）：柳沢なな
19歳の女子大生で芦屋女子学院大学1年在学中。淳一を西学大生と思い込んでいる。お嬢様風だが恋には積極的。しかし淳一が自分の身分を隠してつきあっていたことを知り、不信感を抱き別れを告げる。
木内 まひる（きうち まひる）：寺田有希
19歳の予備校生。美大志望。趣味の同人誌漫画は玄人はだしで雑誌での受賞歴もある。地味なルックスで内気な性格。密かに淳一に想いを寄せていた。大手コミック誌の新人賞を獲得、上京してプロへの道を歩み始める。
榊原 千秋（さかきばら ちあき）：柏木貴代
19歳の予備校生。ギャル風ファッションに身を固め派手なルックスにもかかわらず、幼い頃弟の病気を治してくれた医師に感動し医学部を志望。姉御肌の性格。
片山 隆博（かたやま たかひろ）：山本太一
19歳の予備校生。淳一とは高校で同級。教師になることを夢見て教育学部志望。堅物で真面目だが密かに千秋のことを意識している。父の急死によって家族のために受験を断念し就職。
徳永 俊（とくなが しゅん）：中村昌也
19歳の予備校生。カリスマ読者モデルの経歴を持つイケメン。実家は資産家。玲子を積極的に誘うが相手にされない。
津吹 克也（つぶき かつや）：中山卓也
淳一の弟で18歳の現役高校3年生。兄と違って出来がよく工学部志望。
津吹 恵子（つぶき けいこ）：徳田尚美
47歳。淳一と克也の母。
津吹 征郎：稲森誠
49歳。淳一と克也の父。
五十嵐 玲子（いがらし れいこ）：松下萌子
22歳の現役京都大学4回生。淳一たちが通う予備校で生徒の相談役を務めるアルバイトをしている。勝ち気な性格で確固たる目的意識を持たない淳一や徳永を軽蔑していたが、交際していたカリスマ講師・吉野にふられて自暴自棄になる。

### スタッフ
- 原作：清水義範『学問ノススメ』（光文社文庫）
- 脚本：松本美弥子、森山あけみ
- チーフプロデューサー：森山浩一（ABC）
- プロデューサー：柴田聡（ABC）
- 監督：元村次宏、小河久志（東通企画）、内片輝（ABC）
- 制作協力：東通企画
- 制作著作：ABC

### 主題歌
- ROCK'A'TRENCH『砂の風に乗って』

### サブタイトル
新聞のTV欄に掲載されたタイトルによる。
- 第1話 「合格までH禁止?!」（2007年4月28日）
- 第2話 「友と嘘とHな誘惑」（2007年5月5日）
- 第3話 「ラブホと水着と唇」（2007年5月12日）
- 第4話 「父の死と友の別れ」（2007年5月19日）
- 第5話 「嘘と遊び!!衝動H」（2007年5月26日）
- 第6話 「絶望からの脱出!!」（2007年6月2日）
- 第7話 「ある朝、突然に…」（2007年6月9日）
- 第8話（最終回）「発表!運命の時…」（2007年6月16日）

## 各地の放送時間
本作は朝日放送製作の関西ローカル番組であるが、番組販売の形で関西以外の一部ANN系列局でも放送されている。（カッコ内は放送を開始した日）
- 毎週土曜深夜0時30分～1時00分朝日放送(ABC)（製作局）
- 毎週土曜深夜0時30分～1時00分秋田朝日放送(AAB)（5月12日）
- 毎週水曜深夜0時45分～1時15分青森朝日放送(ABA)（5月16日）
- 毎週日曜深夜1時40分～2時10分北陸朝日放送(HAB)（6月25日）
- 毎週土曜深夜1時25分～1時55分山形テレビ(YTS)
- 宮崎放送(MRT)（9月19日）